# Paul Max Bertschy

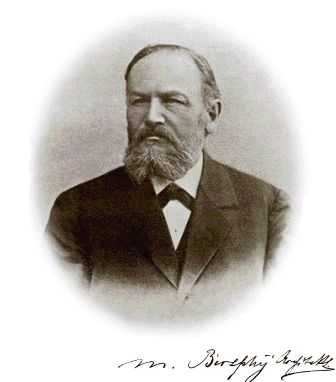
Paul Max Bertschy

Paul Max Bertschy (en letón: Pauls Makss Berči; 1 de enero de 1840 - 1 de febrero de 1911) fue un arquitecto alemán del Báltico, que trabajó principalmente en lo que ahora es Letonia. Fue el arquitecto de la ciudad de Liepāja durante más de 30 años y diseñó numerosos edificios tanto públicos como privados para la ciudad, de los cuales 70 todavía existen.

## Biografía

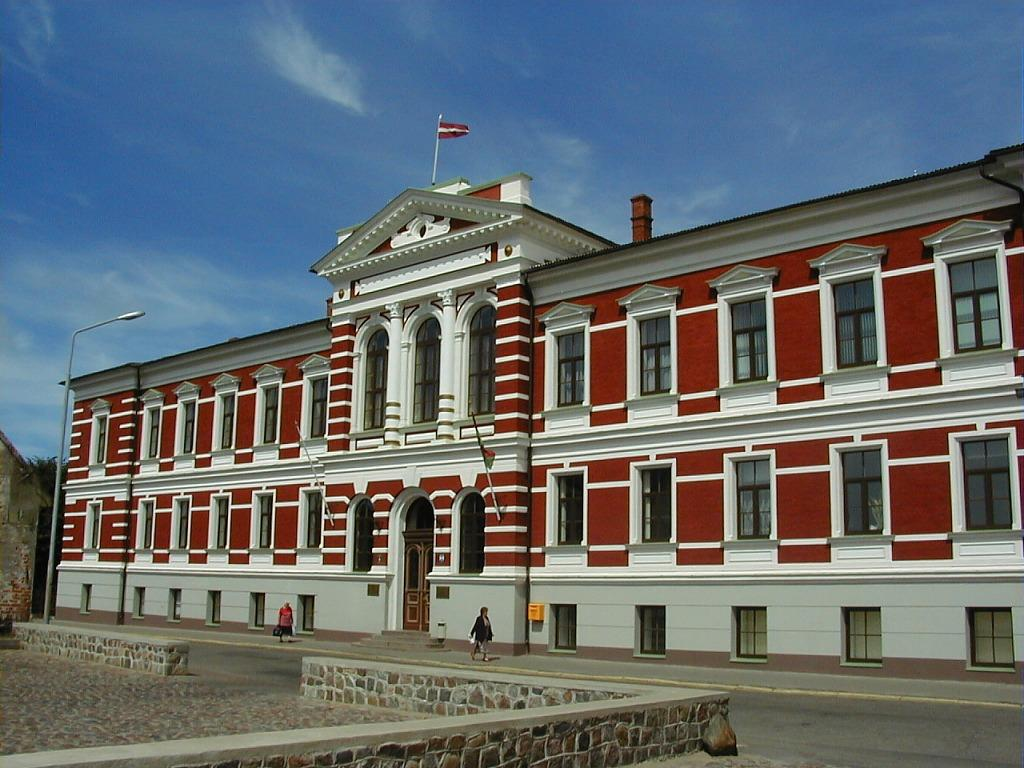
Antigua corte del distrito, actualmente Consejo de la Ciudad de Liepāja, por Bertschy.

Paul Max Bertschy nació en Strausberg en Alemania, en una familia de carpinteros. Era uno de nueve hermanos. Estudió en Berlín y también en el extranjero. Abandonó Berlín debido a la fiera competencia y buscó hacer carrera como arquitecto en lo que ahora son los Estados Bálticos. En los primeros años de su carrera trabajó para varias firmas diferentes de arquitectura. Entre 1860 y 1864, estuvo en Riga trabajando para la firma de Heinrich Scheel. Después se trasladó a Daugavpils, donde estuvo involucrado en la construcción de una línea de ferrocarril entre Daugavpils y Vitebsk. Al mismo tiempo aceptó varios encargos y tomó a Wilhelm Neumann como su pupilo.
En 1871 se lo invitó a convertirse en arquitecto de la ciudad de Liepāja por el alcalde de la ciudad, y mantendría este puesto hasta 1902. En ese tiempo, la ciudad experimentó un rápido crecimiento debido a la industrialización y el comercio, y a través de sus muchas comisiones Bertschy contribuyó significativamente a la arquitectura de la ciudad. Trabajó principalmente en estilos medievalistas como el neogótico y el neorrománico. El ladrillo rojo, o una mezcla de ladrillo rojo y otros materiales, fueron a menudo favorecidos por Bertschy. Su rango era amplio, y diseñó residencias privadas así como edificios religiosos y públicos. A pesar de que muchos de esos edificios fueron destruidos durante la II Guerra Mundial, más de 70 edificios diseñados por Bertschy todavía existen en Liepāja. Esto incluye el anterior hospital balneario (1871-1875), el edificio del Gymnasium de Liepāja (hoy propiedad de la Universidad de Liepāja) (1883-1884), la Iglesia Luterana de Santa Ana (1892-1893), el antiguo edificio de la corte del distrito (hoy Consejo de la Ciudad), y numerosos edificios residenciales.
Bertschy murió en Liepāja en 1911. Su archivo se halla en el Museo de Liepāja. Muchos de los edificios que él diseñó están marcados con placas que llevan su nombre.